# Музычук, Валерий Викторович
Вале́рий Ви́кторович Музычу́к (укр. Валерій Вікторович Музичук; 7 ноября 1950, Пустоха, Житомирская область) — советский футболист, игравший на позиции вратаря

## Биография
Родился в Житомирской области, однако затем родители переехали в город Рыбница, в Молдавской ССР. Воспитанник местной ДЮСШ, первый тренер — Илья Рядко. В 1968 году выступал за рыбницкий «Машиностроитель» в чемпионате Молдавской ССР. Во время воинской службы, с 1969 по 1971 год, был игроком команды группы советских войск в Германии.
В 1972 году стал игроком команды мастеров — кишинёвского «Нистру», в котором выступал в течение трёх сезонов, в основном выполняя роль запасного вратаря. Дебютировал в Высшей лиге чемпионата СССР 31 июля 1974 года, в выездном матче против одесского «Черноморца», выйдя на замену вместо Владимира Карева. Всего за «Нистру» в элитном дивизионе провёл 3 игры, пропустил 3 гола. Проведя в Высшей лиге один сезон, молдавская команда из неё вылетела, а Музычук перешёл в кировоградскую «Звезду»
В составе кировоградской команды, выступавшей во Второй лиге чемпионата СССР, в 1975 году стал обладателем Кубка УССР. Первые 2 года был дублёром основного вратаря клуба, Алексея Ионова, но после его ухода стал основным голкипером. В 1978 году принял предложение от Юрия Захарова и перешёл в команду Высшей лиги — ворошиловградскую «Зарю». Проведя за команду 4 игры, Музычук вернулся в «Звезду», за которую выступал до окончания карьеры. Последний матч провёл в 1983 году.

### После карьеры
Завершив выступления, с 1984 по 2001 год служил в органах МВД СССР, а позднее — Украины. Дослужился до звания полковника и должности заместителя начальника Госавтоинспекции Украины в Кировоградской области. Закончив службу, в течение почти 14 лет работал в фирме «Формула смаку» (рус. Формула вкуса), а также был председателем наблюдательного совета ОАО «Кировоград-автотранс». Параллельно выступал за любительские и ветеранские футбольные команды из Знаменки, Новоукраинки и Кропивницкого. Также был игроком кировоградского волейбольного клуба «Ветеран». В течение 8 лет был членом Кировоградского горисполкома, а позже — депутатом Кировоградского областного совета. С 2015 года — на пенсии.

## Стиль игры
Физически сильный, движения мягкие и пластичные. Владеет хорошей реакцией. Хорошо вводит мяч в игру рукой и ногой. Много работает над повышением технического мастерства. Чётко руководит защитниками, ясная командная речь. Смел, решителен, игре отдаётся полностью. Спортивная форма устойчива. Нагрузки переносит легко, тренируется много и качественно
— Выдержки из тренерского блокнота в отчёте о работе футбольной команды «Звезда», 1976 год

## Достижения
- Обладатель Кубка УССР: 1975